# Stephen Trokel
Stephen L. Trokel (* 1934) ist ein US-amerikanischer Augenchirurg. Er entwickelte die Laser-Augenhornhautkorrektur (photorefraktive Keratektomie, PRK).

## Leben und Werk
Er graduierte an der Cornell University in Physik, erlangte seinen Master in Strahlenbiologie und seinen Doktor der Medizin an der University of Rochester, New York. Ferner wurde er Doktor der Augenheilkunde an der Columbia University.
Ab 1977 waren Excimerlaser verfügbar. 1983 erarbeitete Trokel mit dem IBM-Physiker Rangaswamy Srinivasan das Konzept, die Hornhaut (Cornea) mit einem Argon-Fluorid-Excimerlaser zu bearbeiten. Das ultraviolette Licht des Excimerlasers konzentriert die gesamte Energie auf der Hornhautoberfläche, wo ohne Erhitzung die Zellschichten nacheinander abgetragen werden.
Durch derartige Änderung der Brechkraft der Hornhaut ist es möglich, Fehlsichtigkeiten auszugleichen. Zur Korrektur der Myopie wird die Hornhaut vor allem durch zentralen Abtrag abgeflacht, zur Behandlung der Hyperopie wird sie durch ringförmigen Abtrag in der Hornhautperipherie steiler gelasert.
Heute gängige Verfahren der refraktiven Chirurgie, bei denen der Excimerlaser zum Einsatz kommt, sind die LASIK sowie PRK, LASEK und die Epi-LASIK.
Nach Ende der Zusammenarbeit mit Srinivasan meldete Trokel ohne dessen Wissen ein Patent auf die gemeinsame Entdeckung an. Nach einem Rechtsstreit wurde das Patent deswegen für ungültig erklärt.
2008 wurde Trokel in die ASCRS Ophthalmology Hall of Fame aufgenommen und 2010 mit dem Rank Prize ausgezeichnet.